# تطفرية

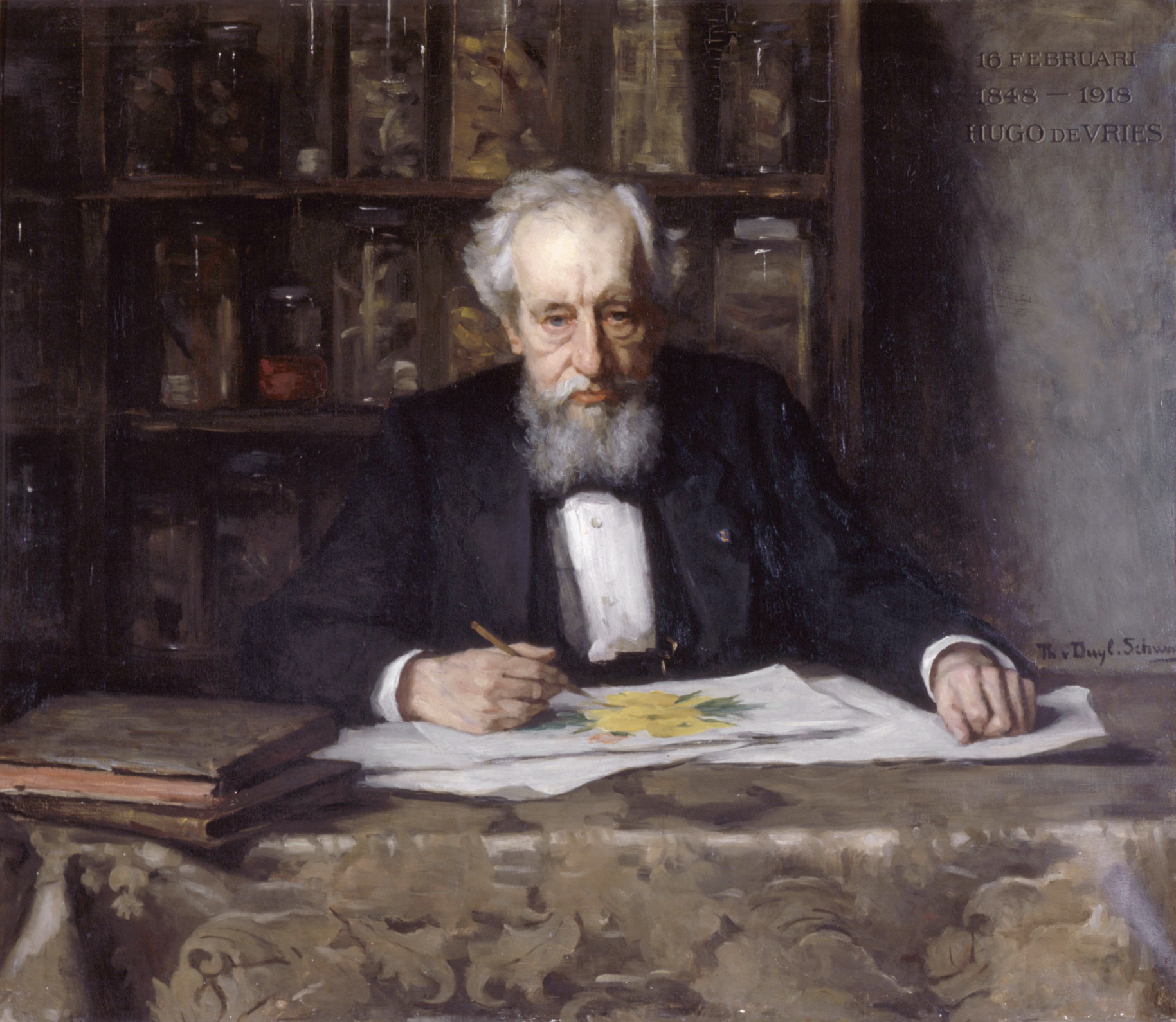

التطفرية (بالإنجليزية Mutationism) هي واحدة من عدة بدائل لنظرية التطور بالانتقاء الطبيعي، وتواجدت قبل وبعد نشر كتاب داروين لعام 1859 «أصل الأنواع». وفقا لهذه النظرية، تعتبر الطفرات مصدر الإبداع، والتي تكون أشكالا وأنواعا جديدة، وذلك بشكل يحتمل أنه تلقائي الحدوث، وبقفزات فجائية. وقد كان المتصور أن هذا هو محرك التطور، والذي اعتقد أنه محدود بتوافر الطفرات.
قبل داروين، كان الاعتقاد في التطور القافز شائعا بين البيولوجيين، أي إمكانية حدوث قفزات تطورية كبيرة، بما في ذلك الانتواع الفوري. فعلى سبيل المثال، في عام 1822 جادل ايتيان جوفري سانت هيلار بأن الأنواع قد تتشكل بتحولات فجائية، أو ما أطلق عليه لاحقا التطفر الكبروي. عارض داروين التطور القافز، مصرا على التدرجية في التطور كما في الجيولوجيا (الوتيرة الواحدة). وفي عام 1864، أعاد ألبيرت فون كولليكر نظرية جوفري. وفي عام 1901 أطلق عالم الجينات هوغو دي فريس اسم «طفرة» على ما يبدو أنه أشكال جديدة نشأت فجأة في تجاربه على زهور الربيع المسائية، وفي العقد الأول من القرن العشرين، أصبحت التطفرية، أو كما أسماها فريس mutationstheorie ، منافسة للداروينية التي كانت مدعومة لمدة من قبل علماء جينات منهم ويليام باتيسون، توماس هانت مورغان، وريجينالك بونيت.
تم التشويش على فهم التطفرية بسبب تصوير منتصف القرن العشرين للتطفريين الأوائل من قبل داعمي التركيبة التطورية الحديثة على أنهم معارضون للتطوري الدارويني ومنافسون لمدرسة القياسات البيولوجية التي حاججت بان الانتخاب الطبيعي يعمل وفق تباين مستمر. ووفق هذا التصوير، هُزمت التطفرية بالتركيبة الجينية والانتخاب الطبيعي الذي بدأ لاحقا، قرب العام 1918، بأعمال الرياضاتي رونالد فيشر. لكن رغم ذلك، فإن التوافق بين علم الجينات المندلية والانتخاب الطبيعي بدأ مبكرا في عام 1902 في ورقة بحثية لأودني يول، وتنامى بأعمال نظرية وتجريبية من أوروبا وأمريكا. ورغم الخلاف القائم، فإن التطفريين الأوائل كانوا بحلول عام 1918 قد تقبلوا الانتخاب الطبيعي وفسروا التباين المستمر على أنه نتيجة لجينات عدة تتصرف بنفس النمط.
كانت التطفرية، إلى جانب بدائل الداروينية الأخرى كاللاماركية واستقامة التطور، منبوذة من قبل البيولوجيين ما أن وصلوا إلى أن علم الجينات المندلية والانتخاب الطبيعي يستطيعان العمل معا بسهولة، واتخذت الطفرات مكانتها كمصدر للتباين الجيني الأساسي في عمل الانتخاب الطبيعي. ومع ذلك، لم تختفي التطفرية بأكملها. ففي عام 1940، جادل ريتشارد غولدشميت مجددا من أجل الانتواع بخطوة واحدة بواسطة التطفر الكبروي، واصفا الكائنات الحية الناتجة عن ذذلك بأنها «وحوش مفعمة بالأمل»، مما أثار سخرية واسعة المدى. وفي عام 1987، جادل ماساتوشي ني بشكل مثيل للجدل بأن التطور في العادة يكون محدود التطفر. ويرى البيولوجيون المعاصرون مثل دوغلاس فوتويما بأن كل الادعاءات بخصوص التطور هي في الأساس مدفوعة بطفرات كبيرة يمكن تفسيرها بالتطور الدارويني.